# Natação no Campeonato Mundial de Esportes Aquáticos de 2024 - 4x100 m livre feminino

A prova do revezamento 4x100 m livre feminino da natação no Campeonato Mundial de Esportes Aquáticos de 2024 foi realizada no dia 11 de fevereiro de 2024 em Doha, no Catar.

## Formato da competição
A competição consiste em duas rodadas: eliminatórias e final. As equipes com os 8 melhores tempos nas eliminatórias avançam a final. Desempates (swim-offs) são utilizados conforme necessário para quebrar os empates de avanço a próxima rodada.

## Cronograma
Todos os horários estão na hora local (UTC+3).
| Data            | Hora  | Evento        |
| --------------- | ----- | ------------- |
| 11 de fevereiro | 11:32 | Eliminatórias |
| 11 de fevereiro | 20:21 | Final         |

## Recordes
Antes desta competição, os recordes mundiais e do campeonato nesta prova eram os seguintes:
| Tipo                  | Atleta    | Tempo     | Local   | Data                |
| --------------------- | --------- | --------- | ------- | ------------------- |
|                       | Austrália | 3m 27s 96 | Fukuoka | 23 de julho de 2023 |
| Recorde do campeonato | Austrália | 3m 27s 96 | Fukuoka | 23 de julho de 2023 |

## Medalhistas
| Ouro                                                                                                | Prata                                                                                            | Bronze                                                                                |
| Países Baixos · Kim Busch · Janna van Kooten · Kira Toussaint · Marrit Steenbergen · Milou van Wijk | Austrália · Brianna Throssell · Alexandria Perkins · Abbey Harkin · Shayna Jack · Jaclyn Barclay | Canadá · Rebecca Smith · Sarah Fournier · Katerine Savard · Taylor Ruck · Ella Jansen |

## Resultados

### Eliminatórias
Esses foram os resultados das eliminatórias. A prova foi realizada no dia 11 de fevereiro com início às 11:32.
| Pos. | Bateria | Raia | Nacionalidade | Nadadoras | Tempo   | Notas |
| ---- | ------- | ---- | ------------- | --- | ------- | ----- |
| 1    | 2       | 4    | Austrália     | Alexandria Perkins (55.06) Jaclyn Barclay (55.51) Abbey Harkin (54.93) Shayna Jack (52.83)                    | 3:38.33 | Q     |
| 2    | 2       | 3    | Itália        | Sofia Morini (55.02) Costanza Cocconcelli (55.18) Emma Virginia Menicucci (55.12) Chiara Tarantino (53.88)    | 3:39.20 | Q     |
| 3    | 1       | 5    | Canadá        | Rebecca Smith (54.88) Sarah Fournier (55.12) Ella Jansen (55.67) Taylor Ruck (54.08)                          | 3:39.75 | Q     |
| 4    | 2       | 5    | Países Baixos | Kim Busch (55.63) Milou van Wijk (55.64) Janna van Kooten (54.74) Kira Toussaint (54.41)                      | 3:40.42 | Q     |
| 5    | 2       | 7    | Polónia       | Zuzanna Famulok (55.68) Julia Maik (55.39) Aleksandra Polańska (55.73) Kornelia Fiedkiewicz (54.63)           | 3:41.43 | Q     |
| 6    | 1       | 3    | Brasil        | Ana Carolina Vieira (55.60) Stephanie Balduccini (54.47) Maria Fernanda Costa (55.48) Aline Rodrigues (56.12) | 3:41.67 | Q     |
| 7    | 1       | 4    | China         | Lyu Yue (55.48) Ma Yonghui (56.02) Gong Zhenqi (56.06) Ai Yanhan (54.19)                                      | 3:41.75 | Q     |
| 8    | 2       | 1    | Eslovênia     | Neža Klančar (55.36) Janja Šegel (54.43) Katja Fain (55.94) Hana Sekuti (56.38)                               | 3:42.11 | Q     |
| 9    | 2       | 6    | Hong Kong     | Tam Hoi Lam (55.53) Camille Cheng (55.22) Stephanie Au (56.74) Li Sum Yiu (54.98)                             | 3:42.47 |       |
| 10   | 1       | 6    | Irlanda       | Erin Riordan (56.15) Grace Davison (55.81) Maria Godden (57.06) Victoria Catterson (54.93)                    | 3:43.95 |       |
| 11   | 2       | 2    | Lituânia      | Rūta Meilutytė (56.07) Sylvia Statkevicius (56.27) Patricija Geriksonaitė (57.32) Smilte Plytnykaitė (55.33)  | 3:44.99 |       |
| 12   | 1       | 2    | Filipinas     | Kayla Sanchez (55.04) Jasmine Alkhaldi (57.51) Xiandi Chua (57.48) Teia Salvino (56.90)                       | 3:46.93 |       |
| 13   | 1       | 7    | Sérvia        | Katarina Milutinović (55.61) Nina Stanisavljević (55.83) Jana Marković (57.19) Martina Bukvić (58.49)         | 3:47.12 |       |
| 14   | 1       | 1    | Taipé Chinesa | Huang Mei-chien (57.39) Wu Yi-en (1:02.92) Lin Pei-wun (1:00.65) Applejean Gwinn (58.42)                      | 3:59.38 |       |

### Final
A final foi realizada em 11 de fevereiro às 20:21.
| Pos.              | Raia | Nacionalidade | Nadadoras | Tempo   | Notas            |
| ----------------- | ---- | ------------- | --- | ------- | ---------------- |
| Medalha de ouro   | 6    | Países Baixos | Kim Busch (55.21) Janna van Kooten (55.24) Kira Toussaint (53.81) Marrit Steenbergen (52.35)                  | 3:36.61 |                  |
| Medalha de prata  | 4    | Austrália     | Brianna Throssell (54.29) Alexandria Perkins (55.02) Abbey Harkin (54.98) Shayna Jack (52.64)                 | 3:36.93 |                  |
| Medalha de bronze | 3    | Canadá        | Rebecca Smith (54.93) Sarah Fournier (55.28) Katerine Savard (54.48) Taylor Ruck (53.26)                      | 3:37.95 |                  |
| 4                 | 2    | Polónia       | Katarzyna Wasick (54.12) Kornelia Fiedkiewicz (54.23) Zuzanna Famulok (55.04) Julia Maik (55.26)              | 3:38.65 | Recorde nacional |
| 5                 | 5    | Itália        | Chiara Tarantino (54.60) Sofia Morini (54.49) Emma Virginia Menicucci (54.95) Costanza Cocconcelli (54.63)    | 3:38.67 |                  |
| 6                 | 7    | Brasil        | Ana Carolina Vieira (55.29) Stephanie Balduccini (54.35) Maria Fernanda Costa (55.46) Aline Rodrigues (55.46) | 3:40.56 |                  |
| 7                 | 1    | China         | Ai Yanhan (54.68) Ma Yonghui (55.67) Gong Zhenqi (55.71) Lyu Yue (55.05)                                      | 3:41.11 |                  |
| 8                 | 8    | Eslovênia     | Neža Klančar (55.15) Janja Šegel (54.78) Katja Fain (55.75) Hana Sekuti (56.04)                               | 3:41.72 |                  |

Legenda
| Recorde mundial       | Recorde mundial (World record)               |                       | Recorde africano                      | Recorde africano (African) |                                           | Q | Classificado por posição (Qualified) |
| Recorde do campeonato | Recorde do campeonato (Championship record)  | Recorde da América    | Recorde da América (Americas)         | q                          | Classificado por melhor tempo (Qualified) |   |                                      |
| Melhor marca do ano   | Melhor marca do ano (World leading)          | Recorde asiático      | Recorde asiático (Asian)              | DNS                        | Não largou (Did not start)                |   |                                      |
| Recorde nacional      | Recorde nacional (National record)           | Recorde europeu       | Recorde europeu (European)            | DNF                        | Não terminou (Did not finish)             |   |                                      |
| Recorde pessoal       | Recorde pessoal do atleta (Personal best)    | Recorde da Oceania    | Recorde da Oceania (Oceania)          | DSQ / DQ                   | Desclassificado (Disqualified)            |   |                                      |
| Recorde da temporada  | Recorde da temporada do atleta (Season best) | Recorde sul-americano | Recorde sul-americano (South America) | NM                         | Sem marca (No mark)                       |   |                                      |